# العلاقات البيلاروسية الكوستاريكية
العلاقات البيلاروسية الكوستاريكية هي العلاقات الثنائية التي تجمع بين روسيا البيضاء وكوستاريكا.

## مقارنة بين البلدين
هذه مقارنة عامة ومرجعية للدولتين:
| وجه المقارنة                                              | روسيا البيضاء                    | كوستاريكا                                 |
| --------------------------------------------------------- | -------------------------------- | ----------------------------------------- |
| المساحة (كم2)                                             | 207.60 ألف                       | 51.10 ألف                                 |
| عدد السكان (نسمة)                                         | 9.50 مليون                       | 4.91 مليون                                |
| الكثافة السكانية (ن./كم²)                                 | 45.76                            | 96.09                                     |
| العاصمة                                                   | مينسك                            | سان خوسيه                                 |
| اللغة الرسمية                                             | اللغة البيلاروسية، اللغة الروسية | اللغة الإسبانية                           |
| العملة                                                    | روبل بلاروسي                     | كولون كوستاريكي                           |
| الناتج المحلي الإجمالي (بليون دولار)                      | 54.44 مليار                      | 57.06 مليار                               |
| الناتج المحلي الإجمالي (تعادل القوة الشرائية) بليون دولار | 168.35 مليار                     | 74.98 مليار                               |
| الناتج المحلي الإجمالي الاسمي للفرد دولار أمريكي          | 5.74 ألف                         | 11.26 ألف                                 |
| الناتج المحلي الإجمالي للفرد دولار أمريكي                 | 18.18 ألف                        | 14.92 ألف                                 |
| مؤشر التنمية البشرية                                      | 0.798                            | 0.766                                     |
| رمز المكالمات الدولي                                      | +375                             | +506                                      |
| رمز الإنترنت                                              | .by، .бел                        | .cr، قائمة نطاقات المستوى الأعلى للإنترنت |
| المنطقة الزمنية                                           | ت ع م+03:00                      | 00                                        |

## منظمات دولية مشتركة
يشترك البلدان في عضوية مجموعة من المنظمات الدولية، منها:
| علم المنظمة | اسم المنظمة                               | تاريخ انضمام روسيا البيضاء | تاريخ انضمام كوستاريكا |
| ----------- | ----------------------------------------- | -------------------------- | ---------------------- |
|             | الاتحاد البريدي العالمي                   | ?                          | ?                      |
|             | منظمة حظر الأسلحة الكيميائية              | ?                          | ?                      |
|             | الأمم المتحدة                             | 24 أكتوبر 1945             | 2 نوفمبر 1945          |
|             | وكالة ضمان الاستثمار متعدد الأطراف        | 3 ديسمبر 1992              | 8 فبراير 1994          |
|             | منظمة الشرطة الجنائية الدولية             | ?                          | ?                      |
|             | مؤسسة التمويل الدولية                     | 2 نوفمبر 1992              | 20 يوليو 1956          |
|             | الاتحاد الدولي للاتصالات                  | 7 مايو 1947                | 13 سبتمبر 1932         |
|             | البنك الدولي للإنشاء والتعمير             | 10 يوليو 1992              | 8 يناير 1946           |
|             | المركز الدولي لتسوية المنازعات الاستشارية | 9 أغسطس 1992               | 27 مايو 1993           |
|             | يونسكو                                    | 12 مايو 1954               | 19 مايو 1950           |

## وصلات خارجية
- موقع وزارة الخارجية البيلاروسية
- موقع وزارة الخارجية الكوستاريكية